# Mieszanie czterofalowe
Mieszanie czterofalowe (ang. Four Wave Mixing) to zjawisko zachodzące podczas transmisji fali świetlnej o trzech różnych długościach, polegające na wygenerowaniu kolejnych fal o innych długościach. 
Ich częstotliwości to
fijk = fi+fj-fk, gdzie i,j ≠ k
Czyli dla każdej trójki fal występuje dziewięć produktów.
Intensywność mieszania czterofalowego zależy od mocy transmitowanych sygnałów. W przypadku sygnałów nieciągłych (pulsacyjnych) będzie zachodziło intensywnie tylko wówczas, gdy wszystkie sygnały będą rozchodziły się z tą samą prędkością, stąd duża dyspersja zmniejsza efektywność tego zjawiska.
Mieszanie czterofalowe może być problemem w transmisji sygnałów w systemach WDM (szczególnie tych o stałej szerokości odstępie międzykanałowym), gdyż może powodować generowanie fal w kanałach użytkowych.